# Cumbia amazónica
La cumbia amazónica o cumbia selvática es un subgénero popular de la cumbia peruana creada en la década de 1960 en la amazonía peruana, tomando en cuenta danzas propias de la amazonia con ritmos afrolatinos y rock psicodélico.
Posee un sonido que expresa las costumbres de esa región, ya que imprimen en sus temas la alegría típica de la gente de esa parte del país. Esta música tiene como importancia principal la revalorización de los trajes típicos de la zona, así como las tradiciones y creencias de esta región y los encantos de la selva peruana. La cumbia amazónica se escucha más en tiempos de carnavales, que se da en el mes de febrero donde la amazonía peruana disfruta de sus costumbres; como el corta monte llamado también (humisha), otra fecha importante y tradicional de la amazonía peruana departamentos como Ucayali, San Martín, Loreto, Madre de Dios y Huánuco donde también se disfruta de la cumbia amazónica es el 24 de junio, Día del campesino, pero en la amazonía peruana se celebra la fiesta de San Juan.

## Auge
El momento de auge de la selva peruana se da cuando se empieza a explotar el petróleo del lugar y arrancar la fiebre del caucho, por lo que, el grupo pionero de esta música, Juaneco y su Combo, le cantaban a la riqueza de su suelo, al poder de su tierra, y a la alegría que sentían ya que, como ellos mismos decían, el Perú por fin había volteado a ver a la muchas veces olvidada Amazonía, o, como ellos dicen, el Poder Verde.

## Resurgimiento
En 2007 Oliver Conan y Barbes Records, una disquera estadounidense, presentó The Roots of Chicha, un recopilatorio de canciones emblemáticas de los orígenes de la música tropical peruana. Este disco hizo resurgir la popularidad de la cumbia peruana en todas sus vertientes y sus temas clásicos.

## Grupos destacados
Algunos de los más importantes exponentes clásicos del género son:
- Los Yennys de Sion
- Juaneco y su Combo de Pucallpa[6]
- Los Mirlos de Moyobamba[7]
- Sonido 2000 de Tarapoto[8]
- Los Tigres de Tarapoto
- Los Invasores de Progreso[9]
- Los Dexters de Uchiza
- Los Wembler's de Iquitos[10]
- Grupo Pax de Iquitos
- Grupo 2000 de Tarapoto
- Kaliente de Iquitos
- Eusebio y su Banjo de Yurimaguas
- El Lobo y la Sociedad Privada de Tingo María
- Explosión de Iquitos[11]

Otros grupos y cantantes más recientes son:
- Ruth Karina[12][13]
- Euforia
- Copas Banda de Yurimaguas
- Barrio Calavera[14]
- La Tigresa del Oriente[15]
- La Mente
- Bareto[16]
- Los Chapillacs[14]
- La Nueva Invasión
- Papillón[17]
- Orquesta Lagunas de Pucallpa[18]